# تونل لچبرگ
تونل لچبرگ (آلمانی: Lötschberg Tunnel) یک تونل راه‌آهن در کشور سوئیس است.
این تونل که در سال ۱۹۱۳ تأسیس شده از کاندرشتگ، کانتون برن شروع و در روستای گوپن‌اشتاین، کانتون وله به پایان میرسد.

## نگارخانه

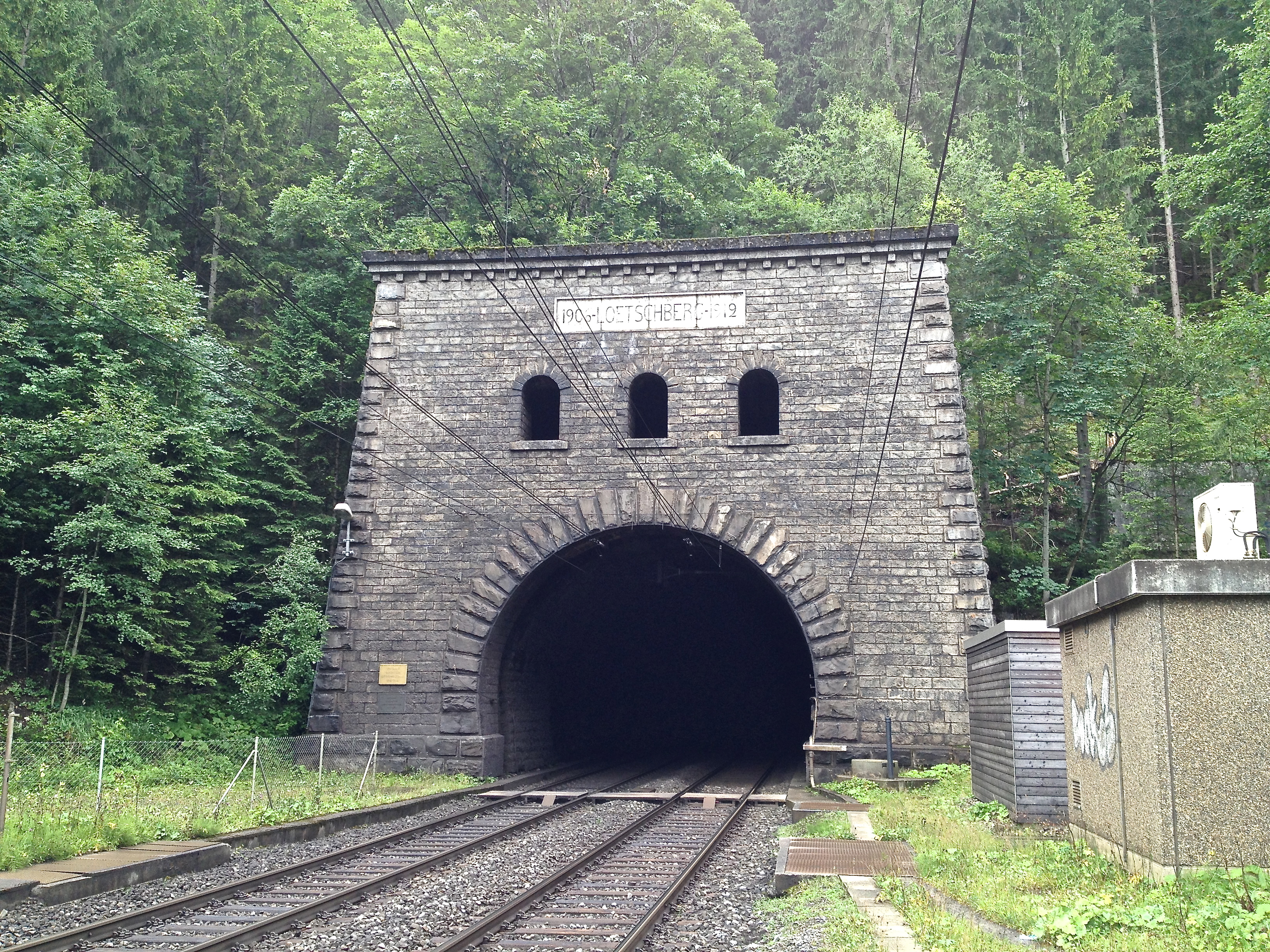
ورودی شمالی
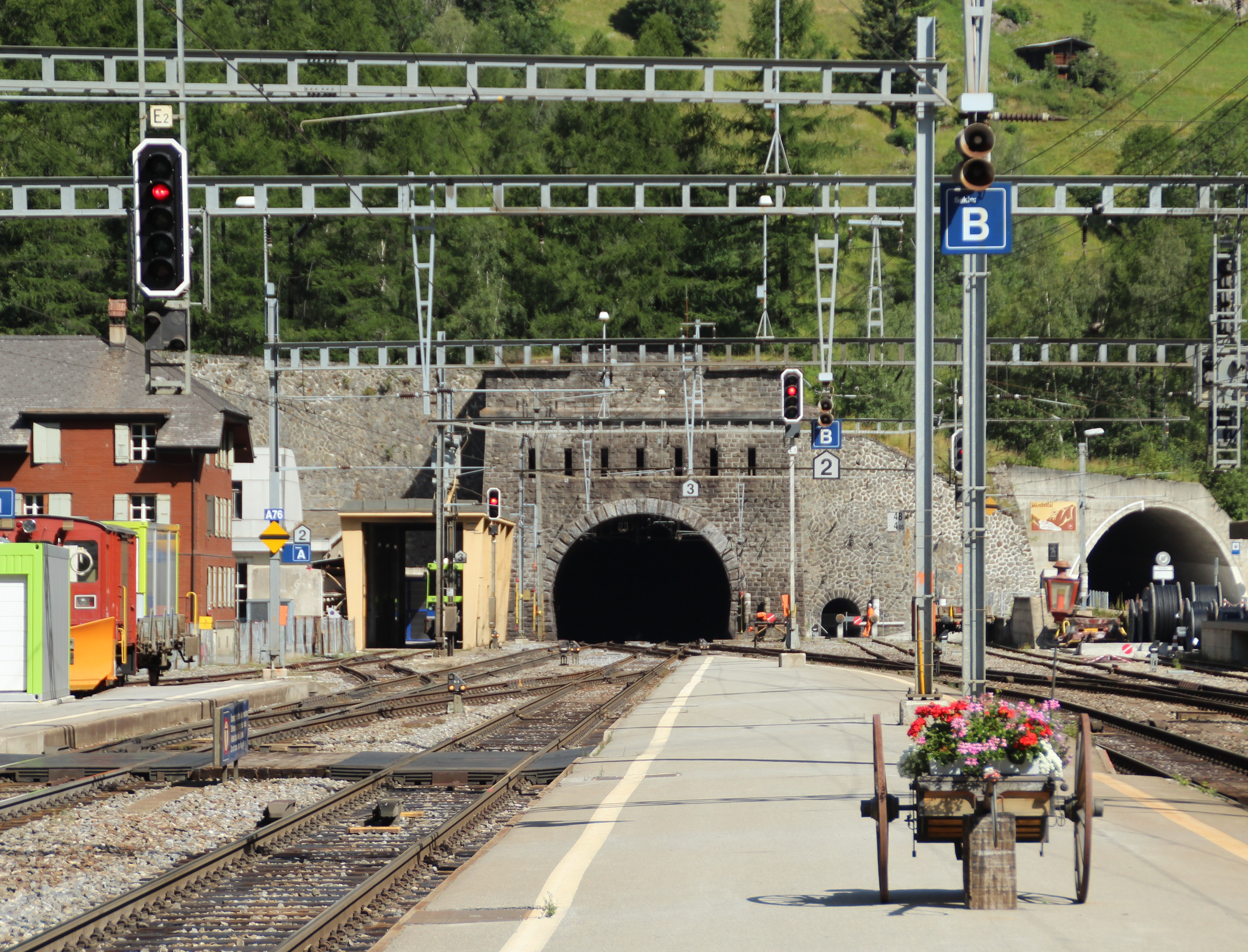
ورودی جنوبی
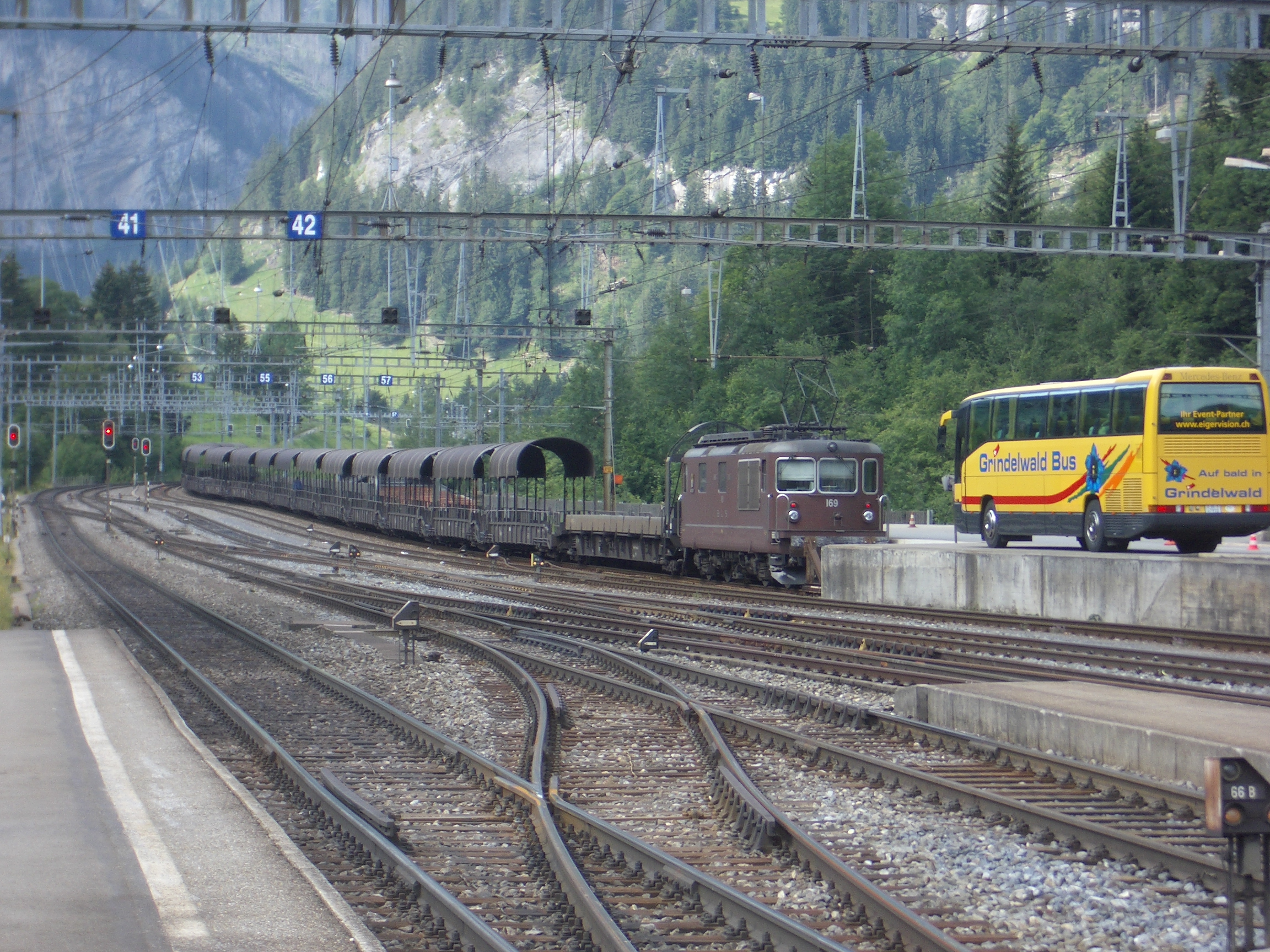
قطار جابه‌جایی خودرو